# Hugh McCartney
Hugh McCartney (* 3. Januar 1920 in Glasgow; † 1. März 2006 in Kirkintilloch) war ein schottischer Politiker.

## Leben
McCartney wurde 1920 als Sohn des Straßenbahnfahrers John McCartney in Glasgow geboren. Er besuchte die John Street Senior Secondary School sowie das Royal College of Science and Technology (heute Teil der Universität von Strathclyde). Im Alter von 14 Jahren begann er eine Lehre in der Textilindustrie. Mit Ausbruch des Zweiten Weltkriegs zog McCartney nach Coventry, um dort in der Flugzeugmotorenproduktion von Rolls-Royce zu arbeiten. Dort kam er in Kontakt mit dem Gewerkschaftswesen und wurde lebenslanges Mitglied der Transport and General Workers’ Union. 1941 kehrte McCartney zunächst nach Glasgow zurück und nahm ein Jahr später eine Position in der Flugzeugwartung der Royal Air Force an.
Nachdem McCartney nach Kriegsende zunächst zu Rolls-Royce zurückgekehrt war, nahm er 1951 eine Stellung als Vertreter bei Wilkins and Denton an, die er bis 1970 behielt. Das Unternehmen produzierte Sicherheitsschuhe, eine Thematik, welcher sich McCartney aus familiären Gründen verbunden fühlte, da sein Vater nach einem Arbeitsunfall eine Behinderung zurückbehielt. Er war mit seiner Frau Margaret verheiratet, mit welcher er drei Kinder, zwei Töchter und einen Sohn, zeugte.

## Politischer Werdegang
Im Alter von 14 Jahren trat McCartney in die Jugendorganisation der Independent Labour Party ein. Zwei Jahre später trat er dann der Labour Party bei. Von 1955 bis 1970 war er Mitglied des Stadtrats von Kirkintilloch; zwischen 1965 und 1970 außerdem des Regionalrats von Dunbartonshire.
Nachdem Cyril Bence zu den Unterhauswahlen 1970 nicht mehr antrat, stellte die Labour Party McCartney als dessen Nachfolger im Wahlkreis East Dunbartonshire auf. Er gewann das Mandat mit einem Stimmenanteil von 44,6 % und zog in der Folge erstmals in das britische Unterhaus ein. Zu den folgenden Unterhauswahlen im Februar 1974 trat McCartney nicht mehr im Wahlkreis East Dunbartonshire an, dessen Mandat an den Konservativen Barry Henderson ging. Stattdessen bewarb er sich um das Mandat des neugeschaffenen Wahlkreises Central Dunbartonshire. Er gewann das Mandat deutlich und verteidigte es bei den folgenden Wahlen im Oktober 1974 sowie 1979. 
Im Zuge der Wahlkreisrevision im Vorfeld der Unterhauswahlen 1983 wurde McCartneys Wahlkreis aufgelöst. Aus diesem Grund trat er in dem neugeschaffenen Wahlkreis Clydebank and Milngavie an, in dem Teile seines ehemaligen Wahlkreises aufgegangen waren. Am Wahltag gewann er die Stimmmehrheit und behielt damit einen Parlamentssitz. Zu den Unterhauswahlen 1987 trat McCartney nicht mehr an. Sein Nachfolger Tony Worthington hielt das Mandat für die Labour Party. Insgesamt sind 160 Wortbeiträge McCartneys im Parlament verzeichnet.
McCartney gilt als gemäßigter linker Fundamentalist. Zwischen 1979 und 1983 fungierte er als Whip der Fraktion der Scottish Labour Party im Parlament. Sein Sohn ist der ehemalige Labour-Abgeordnete Ian McCartney.